# Kainsbach (Gersprenz)
Der Kainsbach ist ein gut sechs Kilometer langer Mittelgebirgsbach im Odenwald und ein rechter und südöstlicher Zufluss der Gersprenz im hessischen Odenwaldkreis.

## Name
Das Bestimmungswort leitet sich von althochdeutsch kuning ‚König‘ ab. Ersichtlich wird dies am Erstbeleg des Ortes Ober-Kainsbach aus dem Jahr 1012 als ultra Cuningesbach.

## Geographie

### Verlauf
Der Kainsbach entspringt auf einer Höhe von 370 m ü. NHN im Odenwald am Nordhang des Morsberg (516,7 m ü. NHN) und südlich des Reichelsheimer Ortsteils Ober-Kainsbach in der Nähe der Spreng. 
Er fließt nordnordwestwärts und passiert das Dorf Ober-Kainsbach in dem ihm auf der linken Seite ein zweiter Quellast verstärkt. Etwas nördlich davon wird er auf seiner rechten Seite vom Wünschbach gespeist. Beim zur Gemarkung des Brensbacher Ortsteils Affhöllerbach gehörenden Weiler Stierbach fließt ihm wiederum auf der rechten Seite der gleichnamige Bach zu.
Der Kainsbach durchfließt dann den Brensbacher Ortsteil Nieder-Kainsbach, unterquert noch die B 38 und mündet schließlich westlich des Dorfes auf einer Höhe von 177 m ü. NHN von rechts in die Gersprenz.
Sein etwa 6,1 km langer Lauf endet ungefähr 193 Höhenmeter unterhalb seiner Quelle, er hat somit ein mittleres Sohlgefälle von 32 ‰.

### Zuflüsse
- Wünschbach (rechts),1,8 km
- Stierbach (rechts), 1,8 km

### Flusssystem Gersprenz
- Fließgewässer im Flusssystem Gersprenz